# MAN EL 283
MAN EL 283 – niskowejściowy autobus miejski i podmiejski, produkowany w latach 2004-2008 przez niemiecką firmę MAN w zakładzie w Turcji.